# Nikolaï Virta
Pour les articles homonymes, voir Virta.
Nikolaï Virta (en russe : Николай Евгеньевич Вирта́), né Nikolaï Evguenevitch Karelski le 16 décembre 1905 à Kalikino dans le Gouvernement de Tambov et mort le 9 janvier 1976 à Moscou, est un écrivain, dramaturge et scénariste soviétique, l'un des illustres représentants du réalisme socialiste. Membre de l'Union des écrivains soviétiques.

## Biographie
Nikolaï Virta est le fils d'Evgueni Kareline, prêtre du village Kalikino dans le sud-ouest de l'actuelle oblast de Tambov. En 1921, le père est exécuté comme sympathisant d'Alexandre Antonov. Nikolaï dès son plus jeune âge doit gagner son pain. il devient berger, puis scripteur au selsovet, tout en poursuivant sa scolarité à Tambov où en 1923 il commence à collaborer avec le journal Tambovskaïa pravda qui publie ses premiers récits, principalement consacrés à la vie villageoise.
En 1923-1925, il est reporter des périodiques de Kostroma, Chouïa, Makhatchkala, à la section littéraire de la station radiophonique de Saratov. Parallèlement, il s'essaye comme acteur et metteur en scène au Théâtre de la jeunesse ouvrière pour lequel il écrit quelques pièces. Installé à Moscou en 1930, il écrit pour les journaux Troud, Vetcherniaïa Moskva (ru) et Electrozavod. Il fait parler de lui avec le roman La Solitude (Одиночество, 1935-1941), dont le sujet est construit autour de la révolte de Tambov et se retrouve dans la pièce écrite à la même époque La Terre (Земля, 1937).
Lors de la guerre d'Hiver et la Seconde Guerre mondiale, Nikolaï Virta est correspondant de la Pravda, Izvestia, Krasnaïa Zvezda et du Sovinformburo. Il sera décoré de médailles pour la victoire sur l'Allemagne, pour la Défense de Léningrad et pour la Défense de Stalingrad
Lorsqu'en 1943, Staline décide d'autoriser à éditer la Bible en Union soviétique, Nikolaï Virta en assure la censure. Il n'y décèle pas d'opposition aux idées communistes et l'ouvrage parait sans coupures notables.
Le 28 avril 1954, avec trois autres collègues (Anatoli Sourov, Tseden Galsanov et Leonid Korobov), il est accusé de jouir d'un cadre de vie privilégié à sa datcha de Podmoskovié et chassé de l'Union des écrivains soviétiques. Un article dans la Pravda est consacré à l'affaire. Il retrouvera les rangs de l'organisation en 1956.
Son œuvre se fait le porte-parole du parti communiste et correspond aux normes littéraires de l'époque du culte de la personnalité, combattant le trotskisme, diffusant la propagande en faveur du « Père des peuples », dénonçant le « Cosmopolite sans racine » etc. Il se voit récompensé à quatre reprises par un prix Staline (1941, 1948, 1949, 1950) et reçoit un ordre de Lenine (1939).
Mort à Moscou, l'écrivain est enterré au cimetière de Peredelkino.

## Œuvre
roman
- La Solitude (Одиночество, 1935)
- Une suite logique (Закономерность, 1937)
- Les Cloches du soir (Вечерний звон, 1951)
- La Steppe, la steppe tout autour (Степь да степь кругом…, 1960)
- La Terre rendue (Возвращённая земля, 1960)
- Jours de course rapide (Быстробегущие дни, 1964)

nouvelle
- Grimpettes raides (Крутые горки, 1956)
- La Catastrophe (Катастрофа, 1962)
- Le Fantôme quitte le Mont Vert (Призрак покидает Зелёный холм, 1964-1965).

dramaturgie
- La Terre (Земля) (adaptée au Théâtre d'art de Moscou en 1937)
- Le Complot (Заговор, 1938)
- La Calomnie (Клевета, 1939)
- Mon ami le colonel (Мой друг полковник, 1942)
- Soldats de Stalingrad (Солдаты Сталинграда, 1944)
- Grands jours (Великие дни, 1947)
- Notre pain quotidien (Хлеб наш насущный)
- Le Complot de condamnés (Заговор обречённых)
- Trois ans plus tard (Три года спустя)
- Horizons insondables (Дали неоглядные, 1957)
- En été, le ciel est haut (Летом небо высокое, 1959)
- Trois pierres de la foi (Три камня веры, 1960).

scénarios
- 1949 : La Bataille de Stalingrad (Сталинградская битва, Stalingradskaya bitva) de Vladimir Petrov
- 1950 : Le Complot de condamnés (Заговор обречённых, Zagovor obrechyonnykh) de Mikhaïl Kalatozov
- 1964 : La Solitude (Одиночество, Odinochestvo) de Vsevolod Voronine